# 多斯利德尼茨凱

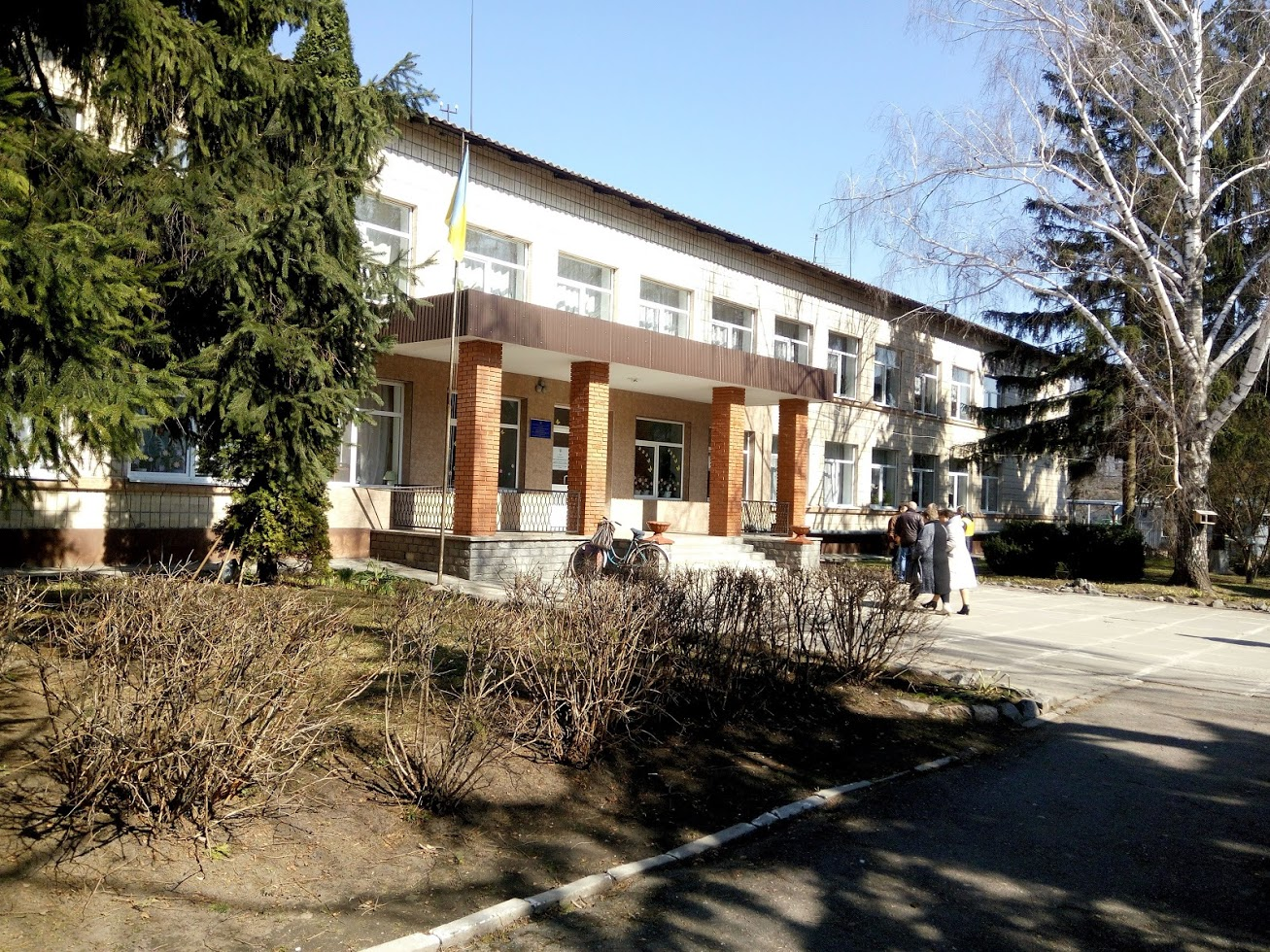
当地学校

49°55′19″N 30°8′52″E / 49.92194°N 30.14778°E
多斯利德尼茨凱（烏克蘭語：Дослідницьке）是位於烏克蘭北部的市級鎮，由基辅州白采爾克瓦區的赫雷賓基市鎮負責管轄。該鎮距離白采爾科維21公里，始建於1948年，面積11.27平方公里，2012年人口1,924，人口密度每平方公里169.5人。